# Optare Olympus
Optare Olympus — двухэтажный автобус, выпускавшийся с 2006 по 2011 год компанией Optare.

## История
Optare Olympus впервые был представлен в ноябре 2006 года. Первый прототип был выпущен на шасси Volvo B9TL.
С августа 2007 года автобус назывался Darwen Olympus. В разные периоды автобус выпускался также на шасси Alexander Dennis Enviro400 и Scania N230UD/N270UD.
С 2009 года автобус выпускался компанией Optare. Производство завершилось в 2011 году.

## Галерея
- East Lancs Olympus
- East Lancs Olympus
- Darwen Olympus